# Distrito electoral de Wilber (condado de Saline, Nebraska)
Wilber (en inglés: Wilber Precinct) es un distrito electoral ubicado en el condado de Saline en el estado estadounidense de Nebraska. En el Censo de 2010 tenía una población de 300 habitantes y una densidad poblacional de 3,28 personas por km².

## Geografía
Wilber se encuentra ubicado en las coordenadas 40°30′6″N 96°59′59″O / 40.50167, -96.99972. Según la Oficina del Censo de los Estados Unidos, Wilber tiene una superficie total de 91.37 km², de la cual 89.89 km² corresponden a tierra firme y (1.62%) 1.48 km² es agua.

## Demografía
Según el censo de 2010, había 300 personas residiendo en Wilber. La densidad de población era de 3,28 hab./km². De los 300 habitantes, Wilber estaba compuesto por el 99% blancos, el 0% eran afroamericanos, el 0% eran amerindios, el 0% eran asiáticos, el 0% eran isleños del Pacífico, el 1% eran de otras razas y el 0% pertenecían a dos o más razas. Del total de la población el 1% eran hispanos o latinos de cualquier raza.